# Mitwaba
Mitwaba, est une localité chef-lieu du territoire éponyme de la province du Haut-Katanga en république démocratique du Congo.

## Géographie
La localité est située sur la route nationale RP 617 à 433 km au nord du chef-lieu provincial Lubumbashi.

## Administration
Chef-lieu territorial de 7 956 électeurs recensés en 2018, la localité a le statut de commune rurale de moins de 80 000 électeurs, elle compte 7 conseillers municipaux en 2019.

## Population
Le recensement date de 1984,.
| 1984 | 2004  | 2012  |
| ---- | ----- | ----- |
| -    | 3 676 | 4 332 |